# 阿史德奉职
阿史德奉职，阿史德氏，单于大都护府东突厥降部反唐首领之一。
阿史德奉职本是云中都督。唐太宗时，李靖灭东突厥，将三百帐迁到古云中城，阿史德氏为之长。唐高宗龙朔三年（663年）瀚海都护府移治云中城，改名云中都护府。麟德元年（664年）正月十六日，云中阿史德氏奏请改云中都护府为单于大都护府。阿史德奉职的势力开始扩大。“奉职”，非突厥语，应是唐朝所赐之名。调露元年（679年）十月，阿史德奉职联合阿史德温傅率单于大都护府辖内突厥部众反唐，拥立阿史那泥熟匐为可汗，二十四州突厥部众全部相应，聚众至数十万，击败来讨伐的单于大都护府长史萧嗣业军。永隆元年（680年）三月，唐将裴行俭将其在黑山（今内蒙古包头市西北）击败，被俘。阿史那泥熟匐可汗也被部下所杀。